# Yangtian, Anhui
Yangtian (kinesiska: 杨田) är en köping i östra Kina. Den ligger i Qingyang härad i staden Chizhou i provinsen Anhui, omkring 150 kilometer sydost om provinshuvudstaden Hefei. Antalet invånare är 16698. Befolkningen består av 8 212 kvinnor och 8 485 män. Barn under 15 år utgör 16,0 %, vuxna 15-64 år 71 %, och äldre över 65 år 12,0 %.